# Cretonia brevioripalpus
Cretonia brevioripalpus är en fjärilsart som beskrevs av Gustaaf Hulstaert 1924. Cretonia brevioripalpus ingår i släktet Cretonia och familjen nattflyn. Inga underarter finns listade i Catalogue of Life.